# سينجارا

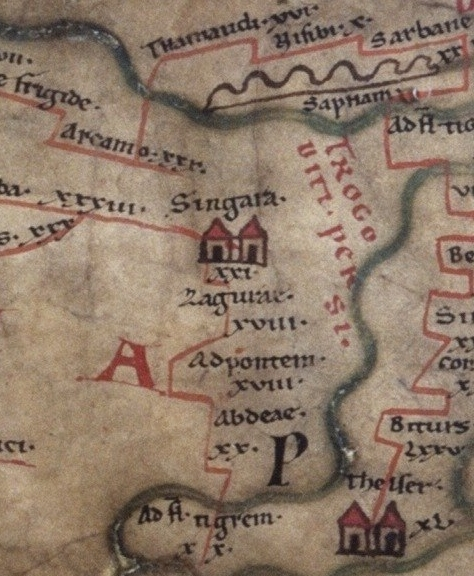
سينجارا بتفاصيل من اللوحة البويتينغرية ، نسخة من القرون الوسطى من أصل روماني في القرن الرابع.

سينجارا، بالإغريقية τὰ Σίγγαρα tà Síngara سينجارا وايضاً تسمى تا سينجارا كانت موقعًا محصنًا بقوة في أقصى شمال بلاد ما بين النهرين «بلاد الرافدين»، والتي استعمرتها الرومان لفترة وجيزة وجعلت منها معسكر ضد الفرس الذي سُمي بالفيلق البارثي الأول، بعد ان تم تحليل العملات المعدنية التي عُثر عليها.

## موقعها
حُدد موقعها جنوب شرق نصيبين بشكل عشوائي من قبل الكتاب القدامى، حيث أطلق عليها ستيفان البيزنطي اسم مدينة العرب «بالقرب من الرها» ووضعها بطليموس على نهر دجلة .  ، إضافة إلى انه ليس هنالك شك في أنها والجبل المجاور لها سينجارا سوروس ( ὸ Σίγγαρας ὄρος ، ò Síngaras óros )  كانوا أسلاف السنجار الحديثة وجبل سنجار في سهول نينوى العراقية الحديثة.

## خلفية تاريخية
استولى عليها الرومان لأول مرة خلال حملات تراجان الشرقية، عندما استولى الجنرال لوسيوس كوييتوس على المدينة دون قتال في شتاء عام 114 ، على الرغم من التخلي عنها بعد الانسحاب الروماني من بلاد ما بين النهرين في 117 ، أصبحت المدينة مرة أخرى جزءًا من الإمبراطورية الرومانية مع الحملة البارثية للإمبراطور سبتيموس سيفيروس في عام 197. تم إحياء المدينة من قبل سيفيروس لتصبح مستعمرة رومانية ، كما وثقتها الأسطورة الموجودة على بعض العملات المعدنية التي تم ايجادها هناك في عهد غورديان الثالث: ΑΥΡ. ϹΕΠ. ΚΟΛ. ϹΙΝΓΑΡΑ. يشير هذا النص اليوناني اسم المدينة اللاتيني Aurelia Septimia Colonia Singara، وبقيت واحدة من أقصى البؤر الشرقية للإمبراطورية الرومانية طوال القرن الثالث. كان مسرحًا لصراع ليلي مشهور أثناء حصار المدينة من قبل الملك الساساني شابور الثاني عام 344 ، وكانت النتيجة غير مرضية لدرجة أن كلا الجانبين ادّّعيا النصر.    اما في عهد قسطنطينوس الثاني سنة 359/360 ، تم تسجيل أنها خضعت لحصار سينجارا المشهور، في غضون العاصفة التي استمرت لمدة طويله، على الرغم من الدفاع عنها بشجاعة من قبل سكان المدينة ورابطة من المحاربين القداما.  كما ذكر أميانوس مارسيليانوس و ثيوفيلاكت سيموكاتا المؤرخ البيزنطي أن الدولة المحيطه بها كانت قاحلة للغاية، مما جعل من الصعب أيضًا ضمها أو التخلص كونها بؤرة نائية.